# Wrath & Glory
Wrath & Glory est un jeu de rôle dédié à l'univers de Warhammer 40,000 séparée de la gamme officielle de FFG. Le jeu prend place dans la période du Sombre Empire, après l'apparition de la Grande Faille et la fin de la Croisade Indomitus. La galaxie est coupée en deux, et les défenseurs de l'Humanité sont confrontés à toujours plus de menaces.

## Historique
Le jeu a été publié en langue anglaise en 2018 par la société Khaos Project.
Depuis 2019 et la sortie du kit d'initiation Sombres prédictions, il est également édité en Français.
La gamme française a été étoffée en 2023 avec la publication d'un livre de base et d'un écran de jeu.

### Ouvrages publiés en Français
- Wrath & Glory, 384p., le livre de base (publié en 2023) ;
- Sombres prédictions, 34p.,le kit d'initiation avec une aventure d'introduction (2019) ;
- L'écran de jeu, fourni avec un guide du MJ de 32p. incluant huit "mini-scénarios" (2023) ;
- Système abandonné, 144p., un supplément d'options pour les personnages-joueurs (2024) ;
- Litanies des égarés, 144p., un recueil de 4 scénarios (2024).

## Système
Wrath & Glory se démarque radicalement de son prédécesseur Dark Heresy (et ses dérivés) par un système de création de personnage et une mécanique de résolution qui se veulent plus simple, plus rapides et plus intuitifs.

### Création des personnages
Les joueurs peuvent interpréter un groupe disparate de personnages, allant du commissaire impérial au Space Marine, en passant par le technoprêtre ou l'ogryn.

### Système de résolution
Les tests des personnages sont effectués par des lancers de dés. La mécanique principale de Wrath & Glory se base uniquement sur des dés ordinaires à six faces, les 4 et 5 apportant des réussites simples, et les 6 étant considérés comme des réussites critiques. Les résultats de 1 à 3 sont des échecs, les 1 étant accompagnés de complications. Ce principe de base se rapproche des systèmes de résolution collaborative et du principe du "oui et" cher aux techniques d'improvisation.